# Malcolm III da Escócia
Malcolm III (ca. 1031 — castelo de Alnwick, Northumberland, 13 de novembro de 1093) foi rei dos escoceses. Era filho de Duncan I (1010-1040, assassinado por Macbeth e com ele subiu outra vez ao trono a Casa de Moray ou de Atholl. Conhecido por Canmore, deu início ao governo da Casa de Canmore, que duraria dois séculos: em gaélico, dizia-se Ceann mor, Caennmor, que significava tanto grande cabeça quanto grande chefe. Malcolm III foi sepultado na abadia de Dunfermline, com a segunda esposa.

## Dados biográficos iniciais
Criança quando o pai foi assassinado por Macbeth, passou a infância na Nortúmbria refugiado com o tio, o conde Siward, que o estabeleceu em 1054 na Cúmbria e em Lothian, tendo então adotado costumes anglo-saxões. Permaneceu 15 anos na corte saxônica, no reinado de Eduardo, o Confessor. Até 1058 pode observar o estilo de governo dos reis e como Eduardo era altamente impopular com os aristocratas saxões, pode conhecer também os problemas. 
Por vingança, destruiu o castelo de Inverness e levantou outro perto, na colina do Castelo ou Castle Hill. Invadiu a Inglaterra cinco vezes entre 1061 e 1093. 

## No trono escocês
Voltou à Escócia para recuperar o trono do pai, para impor sua autoridade sobre os escoceses e ameaçar mesmo o vizinho que o abrigara. No ano 1054, aos 23 anos, farto de se esconder de Macbeth, juntou um exército e derrotou duas vezes Macbeth em batalha, a segunda vez em Lumphanan, em 1057, onde o matou com seu filho, deixando assim o trono vago. Foi coroado rei em 25 de abril de 1058.
Estava no trono há pouco tempo quando enviou tropa contra aldeias inglesas na Nortúmbria. O ato foi um choque e um golpe para a Inglaterra, sobretudo porque o rei Eduardo o tinha ajudado a obter o trono. Mas o objetivo de Malcolm, sua ambição pessoal, era conquistar o norte da Inglaterra. 
Seus golpes iniciais tiveram sucesso mas, apesar dos ataques, a Inglaterra manteve o controle do norte. Sete anos mais tarde, outros acontecimentos no norte causaram a queda do rei inglês. Haroldo Manto Cinzento, o rei da Noruega, tentou tomar a Nortúmbria e Malcolm decidiu auxiliá-lo, parcialmente porque sua (primeira) esposa era parente do rei e parcialmente porque desejava uma parte da Nortúmbria. 
Eduardo morrera no final do ano 1065 e Haroldo Godwinson tomara o trono, para a fúria de Guilherme, duque da Normandia, que se dizia herdeiro de Eduardo. Na verdade, ao quase naufragar Haroldo no canal da Mancha, em 1064, Guilherme o tinha feito prometer que apoiaria seu direito ao trono inglês, em troca de sua liberdade. Ora, ao saber da invasão norueguesa, Haroldo levou seus homens para o norte. Os ingleses derrotaram os noruegueses mas foram forçados a voltar imediatamente porque a força de invasão de Guilherme da Normandia tinha desembarcado. Guilherme derrotou Haroldo em Hastings, marchou para Westminster e ali se coroou rei da Inglaterra. Muitos saxões fugiram para a Escócia, quando os normandos desembarcaram. Entre estes, o último da linha do rei Alfredo, Edgar Atheling ou o Herdeiro, e sua irmã Margarida. Em 1070 Malcolm III casou com Margarida em Dunfermline. Nesse ano invadiu a Inglaterra, para ajudar o cunhado a obter o trono inglês, mas principalmente porque desejava aumentar seus próprios domínios… E pelo casamento tinha também direitos ao trono, pois Edgar e Margarida eram netos do rei Edmundo II de Inglaterra Ironside. Esta sua segunda esposa teve muita importância, pois com sua ajuda conseguiu substituir a língua gaélica pela saxônica, como idioma da corte. 
Mas nunca pode realizar o desejo de expandir o reino pelo norte da Inglaterra, pois Guilherme da Normandia que se tornou rei da Inglaterra, e que o futuro apelidaria o Conquistador, avançou pela Escócia em 1072. Descobrindo a ambição do escocês, decidiu aniquilá-lo. Houve batalha em Stirling. Edgar Atheling abandonou Malcolm Canmore e fugiu para Flandres, na atual Bélgica. Quando Malcolm descobriu o tamanho do exército normando, prometeu jamais incursionar pela Inglaterra e tomou ainda a decisão de prestar homenagem ao rei da Inglaterra - decisão que teria futuramente consequências fatais para a independência da Escócia, em tempos mais perigosos. 
Manteve a promessa por uns sete anos. Por razões desconhecidas, porém, em 1079 fez outra incursão, atacando traiçoeiramente Northumberland, «à moda escocesa», como reclamavam os ingleses: devastando com selvageria. No ano seguinte os normandos atacaram de novo a Escócia, decidindo construir um castelo na margem do rio Tyne para ter mais proteção e uma base contra os ataques escoceses. Malcolm então, lembrando de seu acordo de paz, prometeu de novo manter a trégua outros 12 anos. 
Margarida, enquanto isso, desenvolveu todos os esforços para criar um ambiente mais civilizado na corte. Inteligente e muito religiosa, conseguiu modernizar o país, introduzindo ideias da Inglaterra e da Europa. Trouxe alguma gentileza ao reino do norte, copiando algumas modas normandas, como carnes temperadas e vinhos franceses, tapeçarias, roupas bonitas, dança e canto, baladas. Ensinou os padres a viverem simplesmente e sem ostentação, entregues às suas crenças cristãs, tornou domingo um dia de culto e, por volta de 1070, convidou três monges beneditinos ingleses da abadia de Canterbury a construir um mosteiro em Dunfermline. Foi assim que teve início a construção de numerosos mosteiros na Escócia: os monges trouxeram novas habilidades agrícolas e novidades na arquitetura. Construiu também uma capela nova, no castelo de Edimburgo, no estilo normando, que é a mais antiga das igrejas na Escócia atualmente, e onde a Rainha passava horas em prece. Foi dela a ideia dos barcos, chamados Queen's Ferry sobre a passagem do Firth of Forth para Santo André ou St. Andrews. Sua vida dedicada a caridade impressionou o marido rude e ambicioso, que permitiu que ela gastasse o dinheiro do Tesouro com suas obras e alimentou ele mesmo 300 pobres no castelo real.
Mas antes que expirasse o prazo dos 12 anos de trégua feito com os normandos, resolveu fazer nova incursão em 1091 no norte da Inglaterra, pois o novo rei, filho de Guilherme da Normandia, Guilherme II Rufus ("o Ruivo"), estava na Normandia. Edgar Atheling retornou de Flandres para tomar parte na invasão. E embora Malcolm III tivesse jurado ajudar o cunhado a recuperar seu trono, estava mais interessado em colocar nele sua própria descendência. Os ingleses e normandos, porém, repeliram outra vez os escoceses e pela terceira vez o rei da Escócia assinou um acordo de paz.
Os ingleses construíram um castelo novo em Carlisle para defender a fronteira. Mas em 1093 Canmore resolveu outra vez atacar. Malcolm III foi morto durante a incursão, em Alnwick, com um de seus filhos, assim que a luta começou. Outro filho foi feito refém e levado para a corte inglesa. Margarida, doente no castelo de Edimburgo, em vão lhe suplicara adiar o ataque. A notícia apressou sua morte, quatro dias mais tarde. Depois da derrota, a fronteira entre os dois países foi definida pela primeira vez.

## Apreciação
Malcolm tinha governado durante 35 anos mas a estabilidade terminou com sua morte e a sucessão de reis que se seguiu. Depois de sua morte, o castelo de Edimburgo viu-se rodeado pelos homens das Terras Altas, ou  Highlanders, a serviço de seu irmão Donald Bane, que planejava ocupá-lo para se tornar rei. Seu plano era matar os sobrinhos, filhos de Margaret, ou aprisioná-los.  Os irmãos, encurralados, tinham que levar o cadáver da mãe para ser sepultado em Dunfermline e não sabiam como agir, mas um pesado nevoeiro desceu sobre o castelo, tão denso que puderam fugir dos Highlanders com o corpo e fugir depois para a França.
Sua vida como rei foi a de um barão atacante e sem lei. Nunca ajudou o cunhado a tomar o trono inglês, e nem obteve sucesso algum para si mesmo. A desculpa que dava era sempre a do cunhado, mas é considerado um tirano ambicioso. O casal desperta até hoje curiosidade, pois a esposa era de tal maneira gentil e religiosa que foi logo a seguir chamada santa. Enquanto ela vivia para a igreja e a caridade, ele tentava com brutalidade obter controle e poder sobre os ingleses do norte. Foram vidas distintas, mundos separados, unidos apenas pelo destino.
Pela enorme influência de assuntos ligados à Inglaterra e à Igreja, quando Malcolm morreu uma reação celta, nativa, levou ao trono seu irmão Donald Bane ou Donald III da Escócia, mais tarde expulso pelo sobrinho Duncan II.

## Casamentos

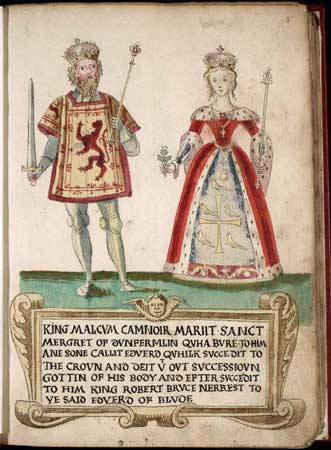
Malcolm II e Santa Margarida da Hungria, representados num desenho do século XVI.

A cerca de 1059, Malcolm casou-se com Ingeburge ou Ingibiorg Finnsdottir ou de Orkney (já falecida em 1069), talvez uma mulher já madura, viúva de Thorfinn, conde (Earl) de Orkney, com a qual Malcolm teve cinco filhos.  Chamada «a mãe dos condes», Ingibiorg era filha de Finn Arnesson, conde (Jarl ou Earl) de Halland, Conde de Orkney, e de Bergliot ou Thorborg Halfdansdottir. Ela até 1038 fora casada com Thorfinn Sigurdsson (1009-1064) apelidado o Negro, Conde de Orkney desde 1014 e Conde de Caithness, filho de Sigurd Hlodvirsson o Teimoso, Conde de Orkney, e dele teve dois filhos: (I) Paulo Thorfinnson (morto em 1099, em Bergen), Conde de Orkney em 1057 casado com a filha do Conde Hakon Ivarson e de Ragnild Magnussdottir; e (II)  Erlend II Thorfinnsson (morto em 1098 na Noruega), Conde de Orkney deposto pelo Rei Magno Descalço, morto prisioneiro; Erlende era casado com Thora Sumarlididottir, sendo pais de quatro filhos.
Malcolm casou-se por segunda vez em 1069 com Santa Margarida (nascida na Hungria em 1045-morta em 16 de novembro de 1093 no castelo de Edimburgo, tendo tido seu corpo sepultado diante do altar principal da abadia de Dunfermline, Fife, ao lado do marido). Era irmã de Edgar the Atheling e foi chamada A exilada. Nascida entre 1038, ano da morte de Santo Estêvão, e 1057, quando seu pai voltou à Inglaterra. Na Reforma, seu crânio passou a pertencer a Maria Stuart, Rainha dos Escoceses, e mais tarde aos jesuítas de Douai, acreditando-se ter sido destruída na Revolução Francesa. George Conn, autor do livro «De duplici statu religionis apud Scots» (Roma 1628), crê que o resto das relíquias, assim como as do rei Malcolm, foram compradas por Filipe II e postas em duas urnas no Escorial. Mas quando, no século XIX, o Bispo Gillies de Edimburgo pediu pelo Papa Pio IX sua devolução, não puderam ser encontradas. Era sobrinha do rei Estêvão da Hungria, e filha do Aetheling Eduardo de Wessex (1016-1057) chamado Outremere ou o Exilado herdeiro da Inglaterra. Assim, era neta do rei Edmundo II de Inglaterra Ironside. Sua mãe, Agata, era parente de Gisela, esposa de Santo Estêvão da Hungria ou do Imperador Henrique II. Fugiu dos normandos com Agata e o irmão Edgar Atheling, o verdadeiro rei da Inglaterra, mais tarde cruzado. Uma irmã, Cristina, era freira em Romsey.
A tradição diz que seu pai e seu tio Edmundo foram para a Hungria por segurança no reinado de Canuto, mas não se encontram registros na Hungria. Margarida voltou por volta de 1057 à corte de Eduardo o Confessor. Dez anos depois, após a batalha de Hastings, fugiu com o irmão e foi, contra seu desejo, casada. Morto o pai, com a conquista da Inglaterra pelos normandos, sua mãe Agata resolveu voltar ao continente mas uma tempestade jogou seu navio na Escócia, onde foram acolhidos por Malcolm III que decidiu tomá-la por esposa. Margarida desejava ser freira, mas o casamento deve ter acontecido entre 1067 e 1070. 
Foi rainha devota e muito amada pelo povo pois mudou os modos da corte e seus padrões de comportamento. Os magnatas foram proibidos de embebedar-se e ela usou o dinheiro do reino para ajudar os pobres, alimentá-los, dar-lhes abrigo. Encorajou o comércio exterior e fundou mosteiros e igrejas, incluindo-se a abadia de Dunfermline, construída para abrigar seu maior tesouro, uma relíquia da verdadeira Cruz. Fundou de novo o mosteiro na ilha de Iona, fundado antes por São Columba. Seu Evangelho, livro ricamente adornado com joias, caiu um dia num rio e foi miraculosamente recuperado, estando hoje na Biblioteca Bodleian em Oxford. Aproximou assim as igrejas romana e céltica. Reuniu um sínodo que produziu novos regulamentos para o jejum da Páscoa, a comunhão e alguns abusos quanto aos casamentos em graus proibidos. Anglicizou e refinou a corte e o marido com suas virtudes, modéstia, beleza rara. Paciência e doçura suavizaram os modos do marido - e converter o Rei é converter o Reino. O marido analfabeto e bruto se foi tornando cristão e gracioso e seus três filhos reinaram a seguir, e neles a mãe inspirara amor a Deus, desprezo das vaidades terrestres e horror do pecado. Foi canonizada em 1250 ou 1251 pelo Papa Inocêncio IV e é festejada em 16 de novembro. Suas relíquias foram transferidas em 19 de junho de 1259 para um santuário novo, cuja base se vê na parede oriental moderna da igreja restaurada.

## Posteridade
Malcolm foi pai de dez filhos, dos quais quatro reinaram, e de duas filhas. 
Da primeira esposa, Ingibiorg:
- 1 - Duncan II, Duncan V ou Duncan IX (1060-novembro de 1094, na batalha de Mondynes em Aberdeenshire, ou de Monthechin, em Kincardineshire; sepultado na Abadia de Dunfermline, em Fife). Rei da Escócia em maio de 1093.[1][2]
- 2 - Malcolm, morto em 1094.
- 3 - Guilherme, ou William, de quem descende a linha dos FitzWilliam.
- 4 - Donaldo, morto em 1085.

Da segunda esposa, Margarida: 
- 5 - Eduardo, morto em 16 de novembro de 1093, em Edwardsisle, Jedburgh, de feridas em incursão contra o norte da Inglaterra ao lado do pai, durante a batalha de Alnwick.
- 6 - Edmundo sepultado na abadia de Montacute, em Somerset, onde era monge. Rei em 12 de novembro de 1094 em conjunto com o tio (dizia-se primos na época) Donaldo III, depois de depor seu meio-irmão Duncan, acima. Reinou apenas sobre Lothian.[2]
- 7 - Ethelredo, sepultado na igreja de Kilremont, abade de Dunkeld.
- 8 - Edgar I (1074-1107), apelidado o Pacífico. Rei da Escócia entre 1097 e 1107.[2]
- 9 - Alexandre I (ca. 1077-1124) o Bravo, rei em 1107.[2]
- 10 - Edite ou Eadgyth, rebatizada na Inglaterra Matilde ou Maud (1079-1118).  Em 11 de novembro de 1100 casou com o rei da Inglaterra Henrique I (1008-1060)
- 11 - Maria da Escócia (morta em 31 de maio de 1116 e sepultada na abadia de St. Saviour, Bermondsey, Londres). Casou em 1102 com Eustácio III de Bolonha.
- 12 - Davi I. Rei da Escócia.[1][2]